# Ammophila globifrontalis
Ammophila globifrontalis är en biart som beskrevs av Li och Ch. Yang 1995. Ammophila globifrontalis ingår i släktet Ammophila och familjen grävsteklar. Inga underarter finns listade i Catalogue of Life.